# Åmanstjärnen, Ångermanland
Åmanstjärnen är en sjö i Kramfors kommun i Ångermanland och ingår i Ångermanälven-Gådeåns kustområde. Sjön har en area på 0,0546 kvadratkilometer och ligger 49,5 meter över havet.

## Delavrinningsområde
Åmanstjärnen ingår i det delavrinningsområde (697807-160292) som SMHI kallar för Rinner mot Kramforsfjärden sek namn. Medelhöjden är 50 meter över havet och ytan är 7,91 kvadratkilometer. Det finns inga avrinningsområden uppströms utan avrinningsområdet är högsta punkten. Avrinningsområdets utflöde mynnar i havet, utan att ha någon enskild mynningsplats. Avrinningsområdet består mestadels av skog (42 procent). Avrinningsområdet har 0,05 kvadratkilometer vattenytor vilket ger det en sjöprocent på 0,7 procent. Bebyggelsen i området täcker en yta av 2,57 kvadratkilometer eller 32 procent av avrinningsområdet.